# Olympisch Stadion (Londen)
Het Olympisch Stadion (Engels: officieel London Stadium, maar vaak Olympic Stadium genoemd) is een stadion in de Britse hoofdstad Londen. Het deed dienst als de hoofdlocatie van de Olympische Zomerspelen 2012. De openings- en afsluitingsceremonie werden in het stadion gehouden, evenals de atletiekonderdelen (baan/veld).

## Geschiedenis
De bouwwerkzaamheden begonnen in de zomer van 2007 met het gereedmaken van de grond. De bouw begon officieel pas op 22 mei 2008, maar vier weken eerder was men al begonnen met het slaan van de palen. Tijdens de Spelen van 2012 waren er 80.000 zitplaatsen in het stadion beschikbaar, waarmee het het op twee na grootste stadion van zowel het Verenigd Koninkrijk als Londen zelf was. In 2012 werd het stadion door het Koninklijk Instituut van Britse Architecten genomineerd voor de Stirling Prize. Op 22 maart 2013 werd bekend dat de Londense voetbalclub West Ham United vanaf het seizoen 2016/2017 zijn thuiswedstrijden hier zal afwerken. Wel wordt de capaciteit van het stadion teruggebracht naar 60.000 zitplaatsen. Vanaf het seizoen 2022/2023 werd een vergunning uitgegeven die de capacititeit uitbreidt tot 62.500 zitplaatsen.

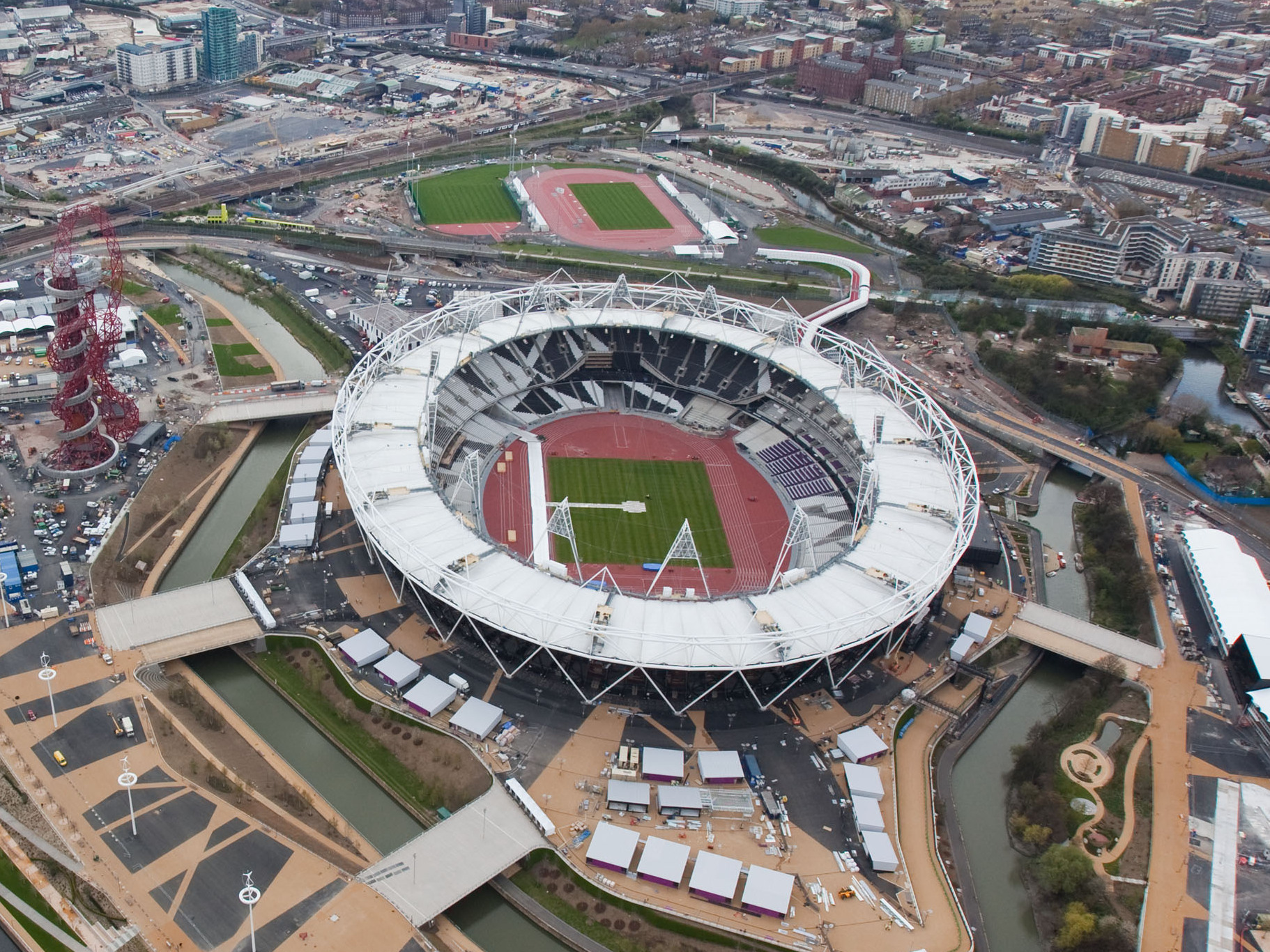
Olympisch Stadion vanuit de lucht, 16 April 2012